# Mirłan Eszenow
Mirłan Bajyszbiekowicz Eszenow, kirg. i ros. Мирлан Байышбекович Эшенов (ur. 14 marca 1988 w Karakołu, Kirgiska SRR) – kirgiski piłkarz, grający na pozycji pomocnika, trener piłkarski.

## Kariera piłkarska

### Kariera klubowa
W 2005 rozpoczął karierę piłkarską w klubie Egrisi-Usta Biszkek. W 2006 przeszedł do Abdysz-Aty Kant. W 2012 występował w Dinamo-MWD Biszkek, w którym zakończył karierę piłkarza.

## Kariera trenerska
Po zakończeniu kariery piłkarza rozpoczął pracę szkoleniowca. Od 2009 do 2011 roku prowadził juniorską reprezentację Kirgistanu. W 2010 roku również dołączył do sztabu szkoleniowego Abdysz-Aty Kant, gdzie do 2012 pomagał trenować piłkarzy. W 2012 łączył funkcje trenera i piłkarza w Dinamo-MWD Biszkek. W 2013 stał na czele klubu Abdysz-Ata Kant, z którym w następnym sezonie zdobył wicemistrzostwo. 22 lutego 2014 roku również objął stanowisko głównego trenera młodzieżowej reprezentacji Kirgistanu. 12 czerwca 2014 został też zaproszony na stanowisko pełniącego obowiązki selekcjonera narodowej reprezentacji Kirgistanu, z którą pracował do października 2014. 1 listopada 2016 został zwolniony z klubu Abdysz-Ata Kant.

## Sukcesy i odznaczenia

### Sukcesy trenerskie
Abdysz-Ata Kant
- wicemistrz Kirgistanu: 2014

### Sukcesy indywidualne
- najlepszy trener roku w Kirgistanie: 2014